# Джемисон, Сесилия Витс
Сесилия Витс Джемисон (англ. Cecilia Viets Jamison, урождённая Дейкин, англ. Dakin; 1837, Ярмут, Новая Шотландия — 11 апреля 1909, Бостон) — американская писательница.

## Биография
С отроческих лет жила вместе с родителями в Бостоне, затем училась живописи в Париже, в 1878 г. вышла замуж за юриста Сэмюэла Джемисона и поселилась в Новом Орлеане. Дебютировала в литературе в 1871 году — как утверждается, при поддержке Генри Лонгфелло — романом «Что делать» (англ. Something to do) из жизни женщин-работниц. Наибольший успех, однако, имели её книги для детей, особенно две первые: «Леди Джейн» (англ. Lady Jane; 1889) и «Филипп Туанетты» (англ. Toinette's Philip; 1894, в русском переводе «Приёмыш чёрной Туанетты») — сентиментальные истории о детях-сиротах, отмеченные влиянием Гарриет Бичер-Стоу. Советская «Литературная энциклопедия» отмечала, что эти книги «проникнуты идеологией буржуазной американской среды» и «своей установкой не соответствуют требованиям советской педагогики».
В России «Леди Джейн» была опубликована впервые в 1892 г. в переводе Е. А. Сысоевой, затем в 1927 г. печаталась в Одессе в обработке Ф. Г. Поляковой (под названием «Голубая цапля»); начиная с 1990-х гг. последовал ряд российских переизданий. Повесть «Приёмыш чёрной Туанетты» появилась по-русски в 1915 г. в переводе А. Займовской в серии «Библиотека для детей и юношества» И. И. Горбунова-Посадова.

## Произведения
- (Something To Do, 1871)
- (Woven Of Many Threads, 1871)
- (A Crown From The Spear, 1872)
- (Ropes Of Sand, 1873)
- (My Bonnie Lass, 1877)
- (Story of an Enthusiast, 1888)
- «Леди Джейн» (Lady Jane, 1889)
- «Филипп Туанетты» (Toinette's Philip, 1894)
- (Seraph, 1896)
- (Thistledown, 1903)
- (The Penhallow Family, 1905)